# Az olasz opera története

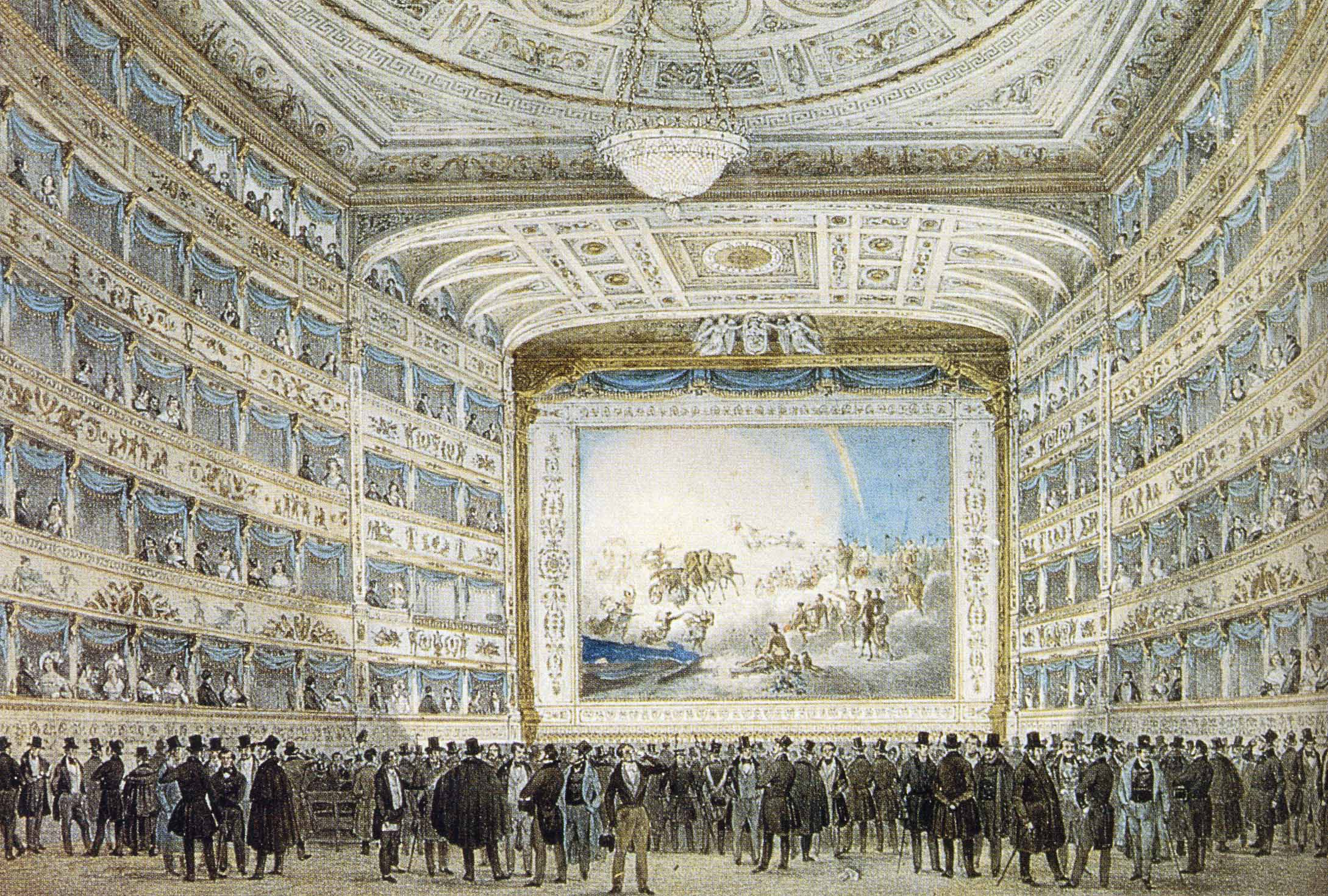
A velencei La Fenice opera belső tere, egy 1837-es festményen

A reneszánsz idején az olasz művészetekben széles körű fejlődés ment végbe. Ez a fejlődés egyaránt érezhető volt az építészetben, költészetben, színházban és zenében. A zenében történő fejlődést elősegítő első mű Nicola Vicentino tollából született 1555-ben, és a L’antica musica ridotta alla moderna prattica (A régi zene alkalmazása a mai gyakorlathoz) nevet viselte. Vicentino arra törekedett, hogy feltámassza az ókori görög hangnemeket (diatonikus, kromatikus, enharmonikus), sőt még egy olyan hangszert is szerkesztett – az archicembalót –, amely a felemelt félhangokat megkülönböztette a leszállítottaktól. Vicentino szerint ugyanis a zene iránt támasztott fő követelmény nem annyira az elmélet tisztelete, hanem a szöveg jelentésének hangsúlyosabbá tétele volt. Végül odáig elment, hogy elvetette a temperált hangszereket. Vicentino kortársa, Gioseffo Zarlino, ugyancsak görög elvből kiindulva, az Instituzioni harmoniche (1558) című művében olyan hangok közti viszonyokat próbált rekonstruálni, amelyek egyszerű számarányokban kifejezhetőek.
Vincenzo Galilei a vitázó hangnemben íródott Dialogo della musica antica e della moderna című írásában meggyőződéssel írta, hogy elődeinek nem sikerült a zenét „régi állapotába” visszavezetni. Galilei a görög zenét magasabb rendűnek tartotta a kortárs zenénél, s így egy új stílust javasolt, melyben az egyszólamú éneket helyezte középpontba. Ez a Párbeszéd egyfajta programnyitó is volt, annak a szellemi körnek az előkészületét hirdette, amelyet a világ firenzei vagy Bardi-féle Camerataként ismert meg.

## Az olasz opera kezdetei

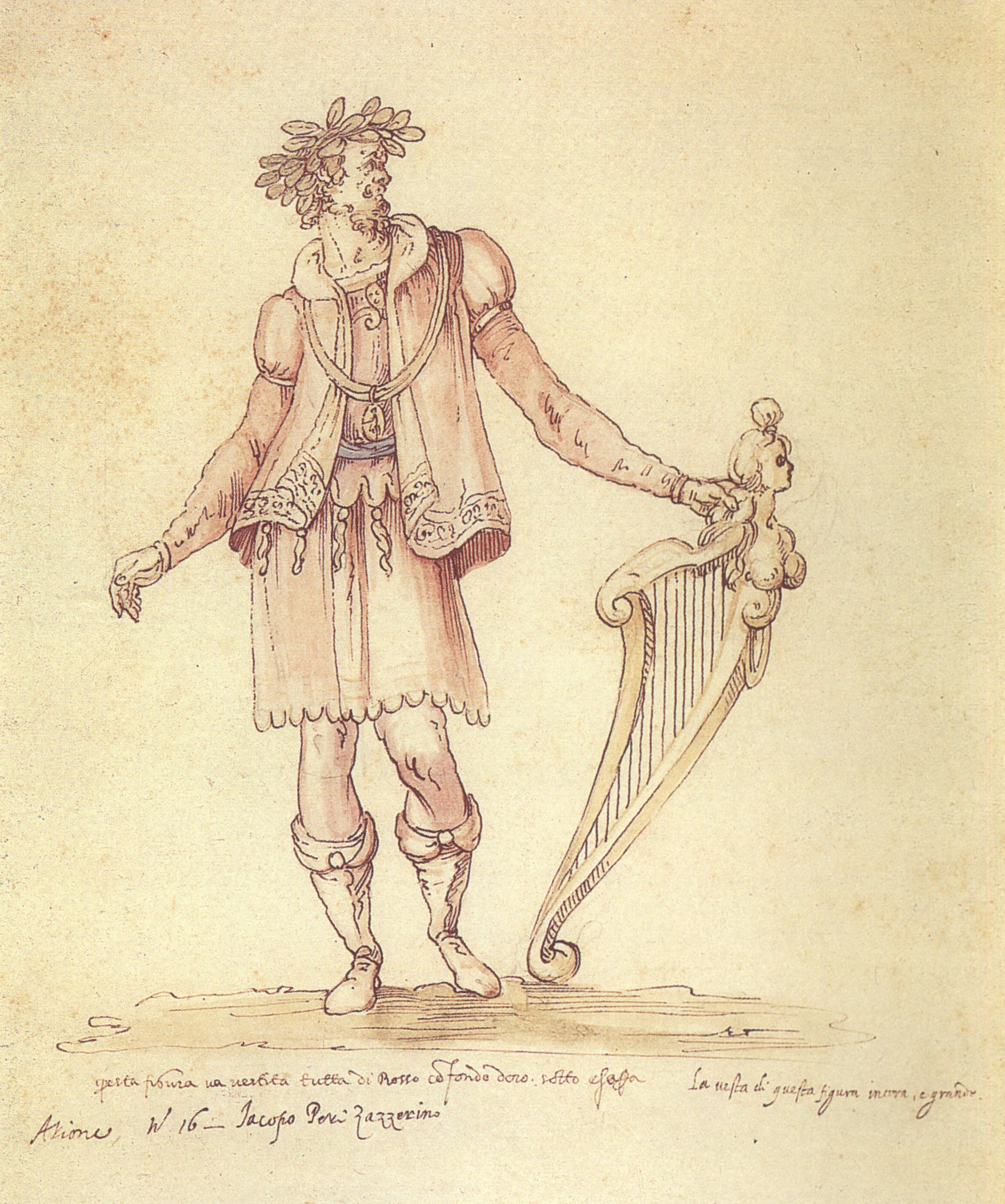
Jacopo Peri, a Dafné opera egyik jelmezében.

A 15–16. században számos olyan zenei műfaj élt, amely – tudatosan, vagy sem – befolyásolta az első operakomponistákat. A zene és a drámai költészet kapcsolata, ha változó mértékben is, de már a kora középkortól jelen volt, bár akkoriban kizárólag az egyház érdekeit szolgálta. A 15. századi Itáliát a népi irodalom fellendülése is jellemezte, s nemegyszer drámai zenés előadásokban manifesztálódott. Bár eleinte ezek kizárólag bibliai témájú művek voltak, melyekben a szöveg mellett egyre nagyobb szerepet kapott a zene is. Ugyanekkor a világi dalok, táncdarabok is lassan bekerültek a művekbe, majd megjelent a kísérő zenekar is (addig többnyire egy-két hangszer kísért egy előadást). Nagyobb hangsúlyt kapott a színpadi díszítés is: imitálták a mennydörgő eget, melyen angyalok énekelnek, máskor tűz szállt le a magasból – amely nemegyszer tragédiához is vezetett, mint például az 1556-os Nabukodonozor előadásán kitört tűzvész.
E kor másik említésre méltó zenésze Orazio Vecchi volt, aki a Parnasszus környéke című művében a komédia és a madrigál összevonásával tett egy lépést a mai opera felé. Tizennégy – főleg ötszólamú – madrigált fűzött lazán egy cselekmény szálára. Minden szereplő szövegét az énekkar énekelte, így drámai zenéről nem beszélhetünk. A világi zene beszivárgása a színpadra az egyház rosszallásához vezetett, amely először az „erkölcstelen” szöveg ellen lépett fel, majd megtiltotta a komédiák, színművek nyilvános előadását is. A nemesi palotákban zártkörűen, továbbra is rendeztek zenés ünnepségeket, a nép pedig a kedvelt májusi játékok során adta elő az „úri” mulatságok paródiáit, a bolond-, ördög- és szamárünnepi játékokat, ez a műfaj volt végül is az operát megelőző zenés, drámai műfaj.
A firenzei Camerata az 1500-as évek végén Firenzében működő, főleg irodalmárokból és zenészekből álló csoport volt. A csoport egyik összejövetelén merült fel az az ötlet, hogy az ókori görög dráma eszményét és alapelveit fel kéne eleveníteni. Miközben elkezdtek dolgozni a rendelkezésükre álló korabeli kéziratok alapján, úgy döntöttek, hogy megtartják az ógörög színjátszásnak azt a jellegzetességét, hogy a szöveget nem beszélve, hanem jól érthető deklamáló beszédstílusban adják elő, azaz énekelve. Vitatkoztak, érveket hoztak, azonban ha őszintén kellett volna válaszolniuk arra a kérdésre, hogy ismeri-e ön az ógörög zenét, mindannyiuk válasz az lett volna, hogy „Nem!”. Ez ugyanis nem maradt fenn. Pontosabban a Camerata fellépéséig csupán három Mezomedész-himnusz maradt fenn, azokat is Galilei fedezte fel és tette közzé. A Camerata csoportnak volt a tagja az első opera szerzője Jacopo Peri (1561–1633), aki elsőként próbálkozott egy dramma per musica írásával. (A műfaj az ismert „opera” (művek) elnevezést a 17. században kapta Angliában) Jacopo Perinek riválisai is voltak, akik szintén a műfaj megteremtésén dolgoztak, mint például Giulio Caccini (1548–1618) és Emilio de Cavalieri (1550–1602). Ez utóbbinak a művét, a Rappresentatione di Anima et di Corpo (1600) címűt szokás az első oratóriumként emlegetni.

## Monteverdi

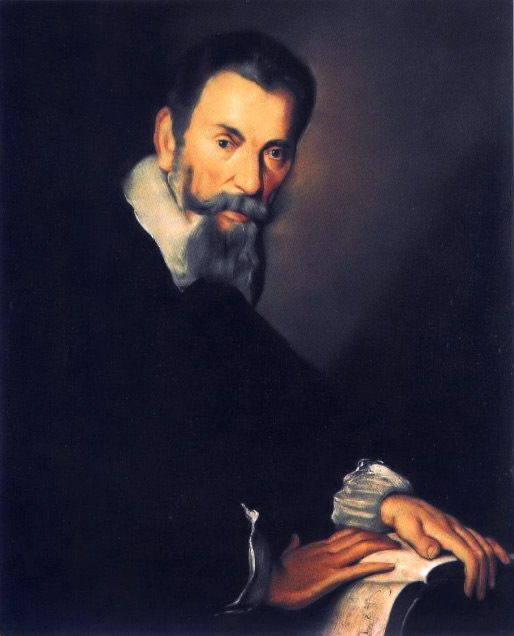
Claudio Monteverdi

Az ezerhatszázas évek elején még nem lehetett tudni, hogy az egymás mellett oly sok közös vonással rendelkező műfaj közül melyik fog fennmaradni: a pásztorjáték, a madrigálkomédia, vagy az opera. Ezt a kérdést végül Claudio Monteverdi döntötte el.
Monteverdi a nagy műveltségű, széles látókörű reneszánsz alkotók egyik utolsó képviselője volt. Első operája az 1607-ben bemutatott Orfeusz volt. Ez az opera drámai fejlődést mutatott az elődökhöz képest: gazdagabb lett a zene, megnövekedett a zenekar, ugyanakkor nőtt a kórus szerepe is. Megjelent az első „nyitány” és az első duett. Sőt, itt találkozhatunk a „vezérmotívum” első csírájával is: a halál küldöttének a motívuma még kétszer megismétlődik a megfelelő helyen.
Mint minden újító, Monteverdi sem kerülhette el a sorsát, számára is akadt, aki gáncsolni próbálta minden lépését. Ez az ember egy öreg bolognai zenetudós, a többszólamúság lelkes híve, Giovanni Maria Artusi. Négy értekezést írt Monteverdiről, amelyekben nem egyszer a zene megrontójának nevezte őt. Monteverdi azonban, mindezt figyelmen kívül hagyva elszántan haladt a maga kijelölt útján.

## A római opera a 17. században
Emilio de Cavalieri, aki Firenzében élt sokáig, majd a zenedráma kialakításának sorsdöntő éveiben (1588–1600) Rómába költözött, magával hozta a firenzei monodikus stílust. A római és firenzei stílus találkozását magán viselő első mű a Rappresentatione di Anima et di Corpo (1600) volt. Ebben a műben túlsúlyban vannak az allegorikus alakok, moralizáló jelenetek és hatalmas teret kapott a kórus is. E látványok összessége lesz a jellemzője a 17. századi római operának.
A következő években sok olyan pásztori környezetben játszódó opera született, mint például Agostino Agazzari Eumeliója (1606), Stefano Landi zenéjére íródott, sok kórust tartalmazó La morte de Orfeo című műve és Domenico Mazzocchitól La catena d’Adone. Ez utóbbi mű érdekessége, hogy az előszóban a szerző utal a firenzei operák egyik nagy hibájára, a „recitativo unalmára”. Azonban ebben a korban az operák még nem a művészet, vagy a zene kedvéért íródtak, hanem különleges alkalmakra, az előkelő közönség szórakoztatására, ezért nagyobb szerepe volt a látványosságnak, mint a zenének.
1632–ben VIII. Orbán pápa és annak bíboros unokaöccsei, Antonio és Francesco Barberini, palotájukban egy nagy, több mint háromezer férőhelyes színházat építtettek. A színház – méretei ellenére – nem állt nyitva a nagyközönség előtt, kizárólag a nemes vendégek számára készült. A színház felavatására Stefano Landi Sant’Alesióját adták elő, amelynek librettóját Giulio Rospigliosi, a későbbi IX. Kelemen pápa írta, a díszletet pedig Giovanni Lorenzo Bernini tervezte.

## Velence – Nápoly

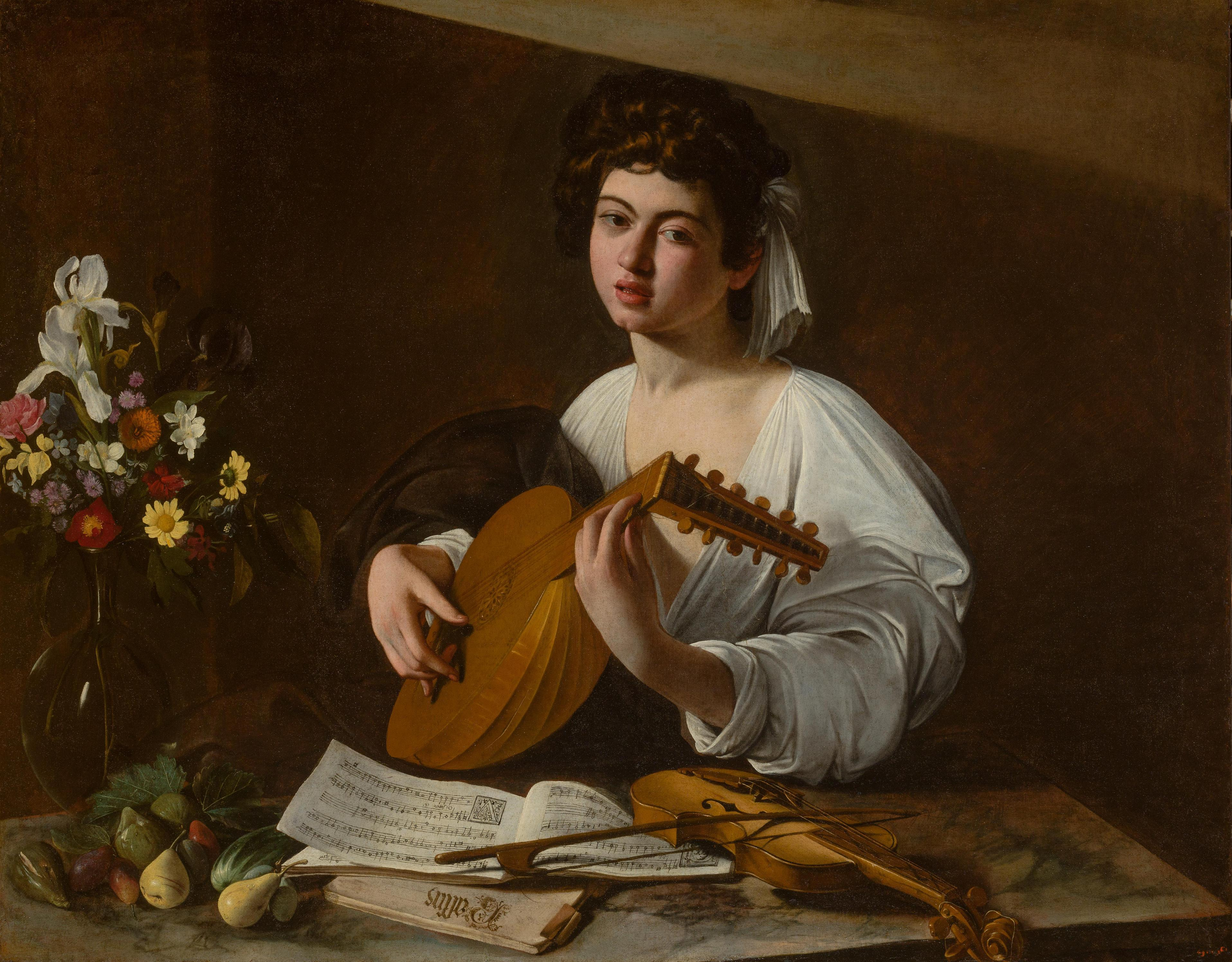
Caravaggio: A lantjátékos

1637-ben Velencében a nemesi Tron-család egy Nuovo Teatro Tron a San Cassiano nevű színházat nyitott a nagyközönség számára. Fizetség ellenében, pontosan meghatározott és osztályozott helyárakért szinte bárki megnézhette az előadást. Négy páholysor volt a színházban: a „pepian” ( a legalacsonyabb sor) és a proszcénium alkották az elsőt, ezt követte a második, harmadik és negyedik páholysor. A páholyok egy-egy tehetős család birtokában álltak, de gyakran csak bérelték őket. A földszint – ahol nagyrészt csak állóhelyek voltak, széket csak fizetés ellenében lehetett igényelni – az egy estés belépőjegyesek (bulletin d’ingresso) területe volt. 1637. március 6-tól kezdve négy velencei líráért bárki megnézhette az előadásokat.
A Tron-család kezdeményezése igen sikeres vállalkozásnak bizonyult, így az elkövetkező időben sorra nyíltak a belépőjegyes színházak. Ilyen színházak voltak a Grimanik tulajdonában levő San Giovanni e Paolo nevet viselő (1639 telén) Sacrati Deliájával induló színház; a Zane család San Moisé színháza (1639-ben); 1635-ben kezdett el működni a Sant’Aponal; 1676-ban a Marcello-család színháza, a San Angelo és a mai napig működő Teatro Malibran (akkori nevén: San Giovanni Grisostomo) színház. E nagy színházak mellett kisebb színházak is működtek (Novissimo, Santi Apostoli, Teatro alli Saloni, San Fantin stb.)
A sok színház megjelenésével nőtt az igény az új darabok iránt, ami a „percoperák” születéséhez vezetett. A „tanuljunk gyorsan és könnyen operát írni” kora volt ez; pár hét alatt készült el egy mű, azonban amilyen gyorsan készült, épp olyan gyorsan is felejtették el – innen ered a „percopera” kifejezés is. A firenzei Dafnétól az első nyilvános operaház megnyitásáig – ami több mint négy évtized volt – összesen körülbelül negyven opera született. 1637 és 1700 között pedig több mint háromszáz. Mikor a színház megnyílt az utca népe felé, annak ízléséhez is kellett alkalmazkodnia, egyre nagyobb teret kapott a velencei népdal, így a színházak napirendjéből soha nem hiányozhattak a velencei gondolások kedvenc barcarólái sem – a polgárság a saját ízléséhez szabatta a műfajt, s ha a színházigazgató el akarta adni az előadásra szóló jegyeket, alkalmazkodnia kellett a nézők igényeihez. A mitológiai témákat, a történelmi és hétköznapi élet témái váltották fel. A színházak három „stagionéban” játszottak, a forró nyári hónapokat kivéve egész évben.
Fontos szerephez jutott Velencében a színpadi gépezet is, mely a zenekart mozgatta a levegőben, hajókat vontatott a háttérben és mindenféle más mutatványokkal kápráztatta a közönséget. Mivel ez igencsak költséges mulatság volt, kevesebb pénz jutott a kórusra, a komponistára s így, míg Firenzében a szöveg előtérbe helyezése miatt, itt a látványosság növelése miatt szorult háttérbe a zene.

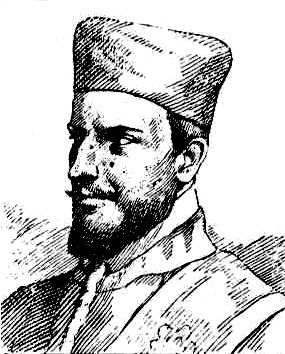
Francesco Cavalli

A velencei opera egyik legnagyobb történelmi alakja Monteverdi tanítványa, Francesco Cavalli, aki később a Szent Márk-székesegyház karnagya lett. Összesen körülbelül negyven operát írt. Műveiben hűen ábrázolta az érzelmeket, szenvedélyeket, megragadó és drámai hangsúlyt adott a történeteinek. Formailag jelentős újítása az volt, hogy a recitativót kettéválasztotta, s a helyzetnek megfelelően hol lelkiállapotot jellemző hangulatfestő, hol pedig a cselekményt előbbre vivő drámai énekszavalatot alkalmazott. Áriái között egyformán találunk strófikus és da capo szerkezetűeket is. A kor másik nagy mestere Antonio Cesti volt, akinek több mint száz operájáról tudunk. Művei jellegzetessége főként a melódia, de jó érzéke volt a komikus elemek felvonultatásához is. Ő távolította el az operát a zenés tragédiától a könnyed virtuóz formák felé. E két komponista vitte először külföldre az olasz operát. Az első város, melyet meghódítottak, Bécs volt. Cavasti Egistójával kezdődött 1642-ben, a csúcselőadások azonban Cesti La Dorija és a császári házat magasztaló Aranyalma volt. Franciaország zártabb kultúrája nehezebben emésztette meg ez új olasz zenét, Németország azonban tárt karokkal fogadta, városai egymással versengve nyitották meg a kapuikat az olasz opera előtt. A századfordulót követően a nápolyi művészek Londonba, Szentpétervárra és Madridba is elvitték az operát, innen már csak egy lépés volt, hogy a politikailag és gazdaságilag hatalmas országok kivétel nélkül behódoljanak az olasz városállamok művészetének.
Velencében a két nagy mestert kisebb tehetségek hosszú sora követte. Ilyen Liovanni Legrezi, aki a zárt számokat fejlesztette tovább; Carlo Pallavicino Drezdában népszerűsítette az olasz operát; Pietro Andre Ziani, aki a díszítések jelölésére bevezette a koloratúra elnevezést; Antonio Drachi a bécsi udvart szórakoztatta körülbelül 170 operával. A három Antonioni: Lotti, Caldara és Vivaldi, már a velencei opera hanyatló ágát képviselték. Az utóbbi kettő munkásságának a súlypontja már nem is erre a műfajra esett.
Velencétől Nápoly vette át a vezetést 1670-től a zenében. A nápolyi operában nagyobb szerephez jutott a népdal és az érzelem. Amíg a Camerata a polifónia ellen küzdött és a zenével szemben a szövegre fektette a hangsúlyt, a nápolyiak lázadtak a recitativo ellen és nagyobb teret követeltek a dallamnak. Ennek az újításnak az egyik következménye az volt, hogy a zeneszerző lekerült az első helyről – de nem a másodikra, hanem a harmadikra, mert a másodikon a díszlettervezők voltak – és helyébe az énekesek, a primadonnák, a kasztráltak és egyéb gége-virtuózok léptek. A másik következmény az énekes képzés alaposabbá tétele volt: a 18. század első felében 10–20 évig tartott a magas követelményekkel járó oktatás, a tanulást pedig többéves színpadi gyakorlat követte. Ezt követően gazdagság és elismerés járt az énekesnek, különösen a kasztráltaknak. Gaetano Majorano (Caffarelli), XV. Lajos kegyence hercegséget vásárolt magának a fejedelmi ajándékokból. Carlo Broschi (Farinelli), aki V. Fülöp spanyol király minisztere és „orvosa” lett, 50 ezer frank évi járadékot és lovagi címet kapott napi négy áriáért. Az énekesek tekintélyét és színpadi egyeduralmát jól szemlélteti Luigi Marchesi (Marchesini) esete, aki attól függetlenül, hogy melyik operában lépett fel, ragaszkodott ahhoz, hogy megjelenését trombitajel előzze meg, majd egy dombon fényes fegyverzetben, fején tollas sisakban jelenjen meg. Ezt követte egy ária, amit a maga számára íratott. Az nem volt lényeges, hogy a színpadon épp komédia, vagy tragédia volt műsoron, ezt a szertartást minden alkalommal meg kellett ismételni. De Marchesini nem volt egy elszigetelt jelenség, a kor krónikásai számos hasonló esetet jegyeztek fel. Így jutott el az opera odáig, hogy már egyáltalán nem számított a szó, csupán az, hogy miként hangzik, s így a dráma a színpadról lassan kihunyt. Az opera alakulásával a közönség is átalakult: a színházba elsősorban nem zenét mentek hallgatni, hanem társasági életet élni. Az opera társalgó szalonná vált, ott kötötték az üzleteket, ott udvaroltak, vagy épp vacsoráztak.
A 18. századi olasz zenés színpadnak azonban mégis akadtak kiemelkedő komponistái. Közülük említésre méltó Alessandro Stradella, aki Nápolyban született, de Velencében tevékenykedett, mint énektanár. Egy botrányos leányszöktetés után, a lány apja és vőlegénye bérgyilkosokkal egész Itálián keresztül üldöztette, míg el nem kapták és meg nem gyilkolták őket. Stradella művészete velencei jellegzetességeket mutatott, de az énekes-virtuozitás kedvelése nápolyi volt. Egyetlen szóra: furore – düh – 97 hangjegyet írt. A másik számottevő mester, aki nemcsak nápolyi születésű volt, de ott is működött, Francesco Provenzale volt. Az ő tanítványa volt az a zeneszerző, aki a „nápolyi operaiskolát” megteremtette: Alessandro Scarlatti. Scarlatti több mint ezer zenés művet szerzett, ezek közül 120 volt opera, mára azonban csak a címek és kisebb részletek maradtak fenn. Ő alakította ki a nyitány fogalmát, melyben két gyors rész fog közre egy lassút. Ebből fejlődött ki a mai szimfónia.

## Az opera kibontakozásának két útja: opera buffa és opera seria

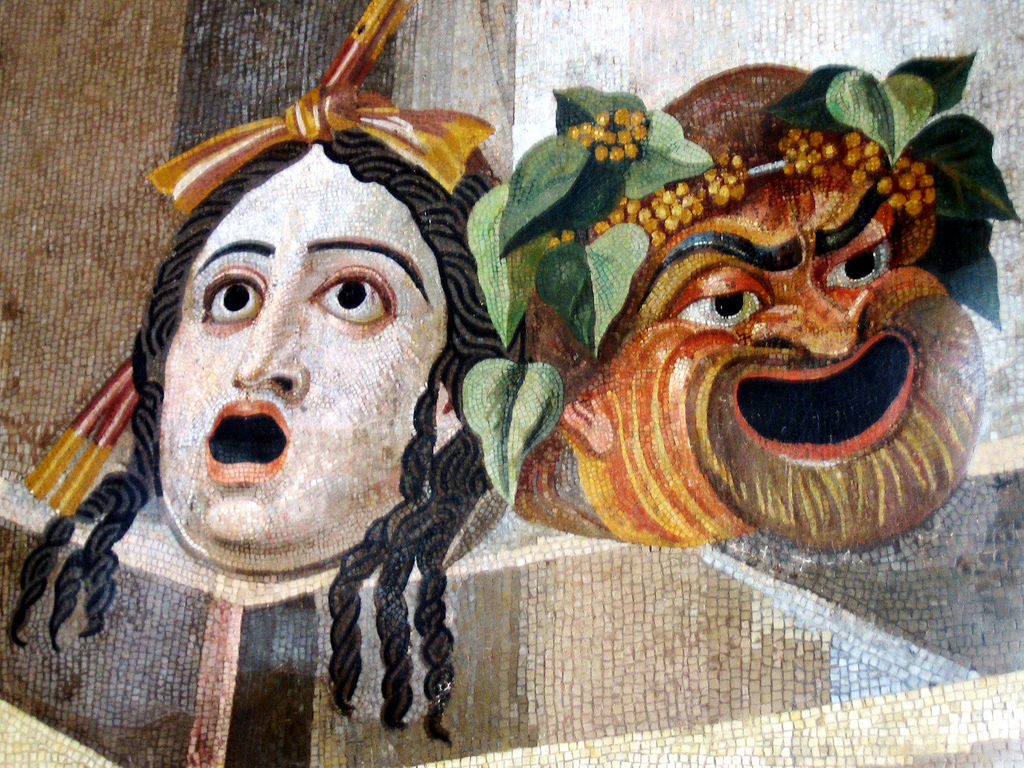
A Hadrianus-villa tragikus és komikus álarcot ábrázoló mozaikja

Miután Nápolyban a 18. század elején a „csalogányok rémuralma” dúlt, megfojtva ezzel a drámát, a kor értékes zenészei elfordultak a nápolyi rossz sablontól, s kiszűrve belőle a jó elemeket, két irányban keresték a kibontakozást. Az egyik út: az egységes népi humor hangsúlyozásával kialakította az opera buffát, a másik út: a komoly opera stílusának a megváltoztatása volt, pontosabban a szöveg és a zene egyensúlyának a helyreállítása.
Monteverdi óta az olasz opera túlságosan is „színes” lett egyes zeneszerzők ízlésének, így született meg az opera seria. Fő törekvése a mindenféle mulatságos, giccses elemek eltüntetése volt. Az áramlat leghíresebb librettistája Pietro Metastasio (eredeti nevén Antoni Trapasi) (1689–1782) volt. Librettóit racionalitás, konzervativizmus és méltóságteljesség jellemezte. Történeteinek a helyszíne az Árkádia volt, az ártatlanságot és természetet jelképező vidék (ellentéte a bűnös város). Hősei intrikákba és erkölcsi dilemmákba keverednek, amelyek megoldása után végül boldogabbá válnak. Legismertebb műve a Didone abbandonata (1724) volt. Szövegeit feldolgozó legnagyobb zeneszerzők: Niccolò Piccinni, Antonio Salieri és Giovanni Paisiello voltak.
Az opera buffa csírái már a 16. században megjelentek a Plautus és Terentius-utánzatokban és a commedia dell’arte-darabokban. A műfaj állandó szereplőkkel dolgozott: a szerelmes és zsugori velencei kalmár Pantaleone, az agyafúrt szolga Arlecchino, a fecsegő ügyvéd, doktor Grazianio, a két vidám női alak: Colombina és Pulcinella, a hetvenkedő katona stb. Ugyanekkor a régi, komoly operákban is megvolt az a hajlandóság, hogy mitológiai, vagy hősi történeti témákat tréfás szereplőkkel, vicces jelenetekkel ékesítsék. A tréfás jelenetek azonban, többnyire két „komoly” felvonás közé voltak iktatva intermezzóként, csak később lett belőlük különálló darab. Nemsokára azonban az opera buffa egész Európát meghódította. Népszerűségének az volt az oka, hogy a nagy hősök, istenek történetei helyébe a hétköznapi ember gondjait, bajait, örömeit, bánatait helyezte. Az első igazi opera buffa Michelangelo Faggioli 1706-ban komponált La Cillája volt. 1724-ben a nápolyi Niovo és Palace színházak megnyitották kapuikat az opera buffa előtt, s ettől kezdve addigi „komoly” szerzők is próbálkoztak a műfajjal. Rómába az 1730-as években került színpadra opera buffa: ott mutatták be Gaetano Latilla La finita cameriera operáját, amely az elkövetkező évtizedben Itália legtöbbet játszott darabja lett. A század folyamán Velence vette át a stafétabotot Baldassare Galuppi La forza d’amore (1745) című darabjával. Az opera buffa csúcsa azonban nem Itália földjén termett, hanem Bécsben, éspedig Mozart tollából a Figaro házassága, a Don Giovanni és a Così fan tutte darabokban.

## Az utolsó nagy klasszikus

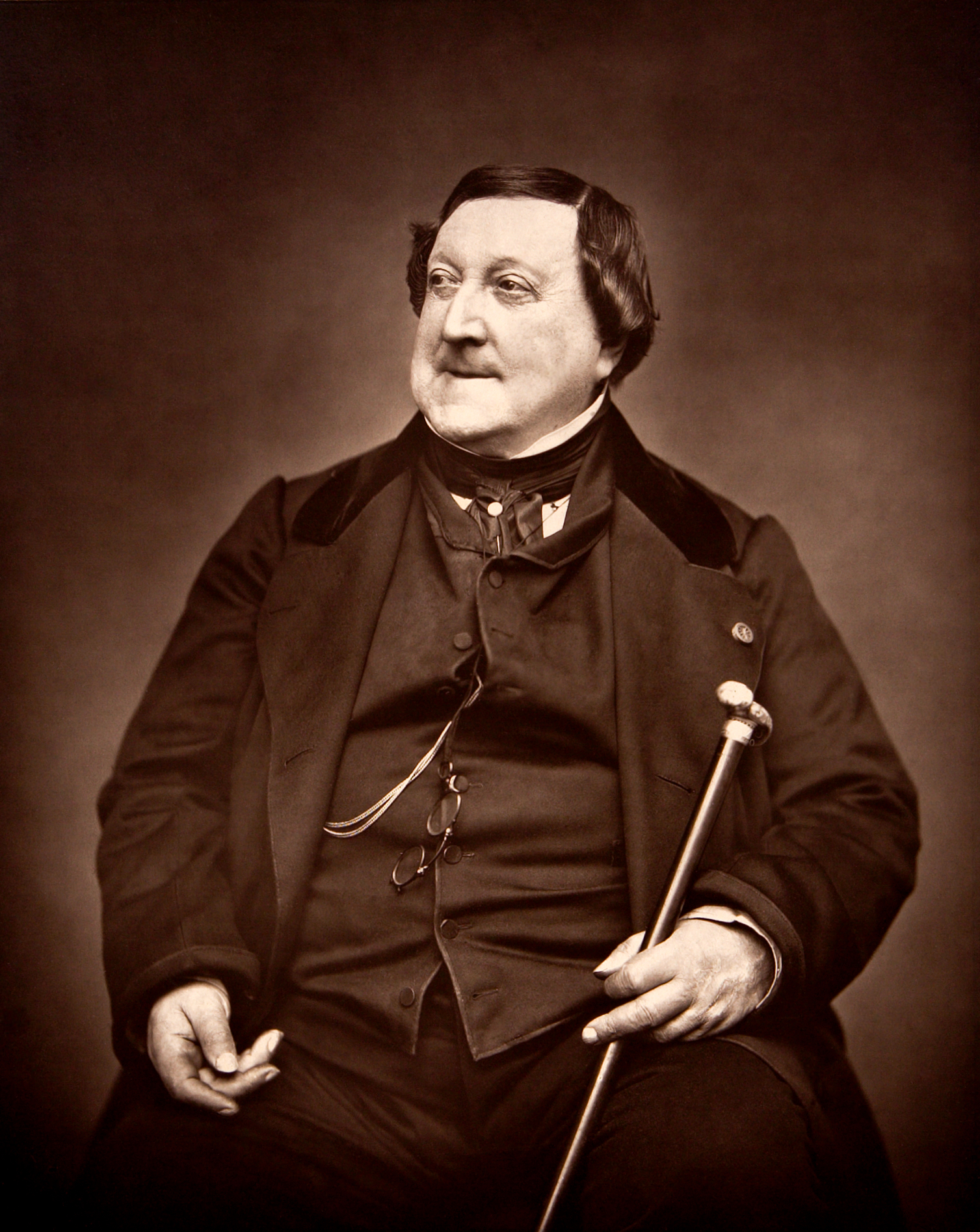
Gioachino Rossini

Glucknak köszönhetően az opera seria jócskán lazított a béklyóin, ugyanekkor a francia opera, pontosabban tragédie lyrique hatalmas fináléi és az opéra comique úgynevezett szabadító változatának formátuma az itáliai szerzőkre egyre nagyobb hatást gyakorolt. Itália-szerte számos radikális mozgalom indult el: Nápolyban még a recitativo és az ária közötti különbséget is elmosták, miután ez utóbbit zenekari kísérettel adták elő. Az olasz opera elindult a hanyatlás útján, mindaddig, amíg színre nem lépett „a pesarói hattyú”, Rossini. Híres, kettős diadala 1813-ban Velencében játszódott le két operája, a Tankréd és az Olasz nő Algírban révén. Rossini e két művében új reformot vitt az olasz operába: a tragédia és komédia ugyanazzal a nyelvezettel és formanyelvvel rendelkezett.

## Opera romantica (1820–1870)
A Rossini által megalkotott formák és az itáliai operába beszivárgó – francia és német zenében meghonosodott – romantika hatása alatt formálódott ki az opera romantica. Bellininek és Donizettinek köszönhetően jelent meg a romantikus operaszínpad fő szereplője a hőstenor. A zeneszerzők egyre tragikusabb hősi alakokat formáltak meg. Ezeknek az operáknak egyik, szinte kötelező jellegzetessége a történet tragikus kimenetele volt.
Mercadante 1830-ban egy fontos, az opera megreformálására irányuló programot jelentett be. Elvetette a Rossini által bevezetett struktúrákat, megteremtette a zenekari hangzás egyensúlyát és nagyobb súlyt fektetett a drámai cselekményekre.

## Opera risorgimenta (1850–1870)
A 19. század első felében a Rossini utáni olasz opera hősei inkább bizonyos típusok. Ez volt az a korszak az olasz operatörténetben, amikor sokszor a „szemét” is művészi rangra emelkedett. A cenzor szinte mindent tiltott, amin érződött a Risorgimento szelleme, ennek köszönhetően virágzásnak indult az opera buffa, minden nagyon retró volt. Ez az állapot az 1860 körüli évekig tartott, míg a külföldön vendégeskedő olasz karmesterek visszatérve Itáliába, magukkal nem hozták Giacomo Meyerbeer és Charles Gounod operáit. 1870-re átalakult az olasz opera: eltűnt a legfőbb jellegzetesség, a minden lassú ária végén megjelenő kadencia.

## Verdi

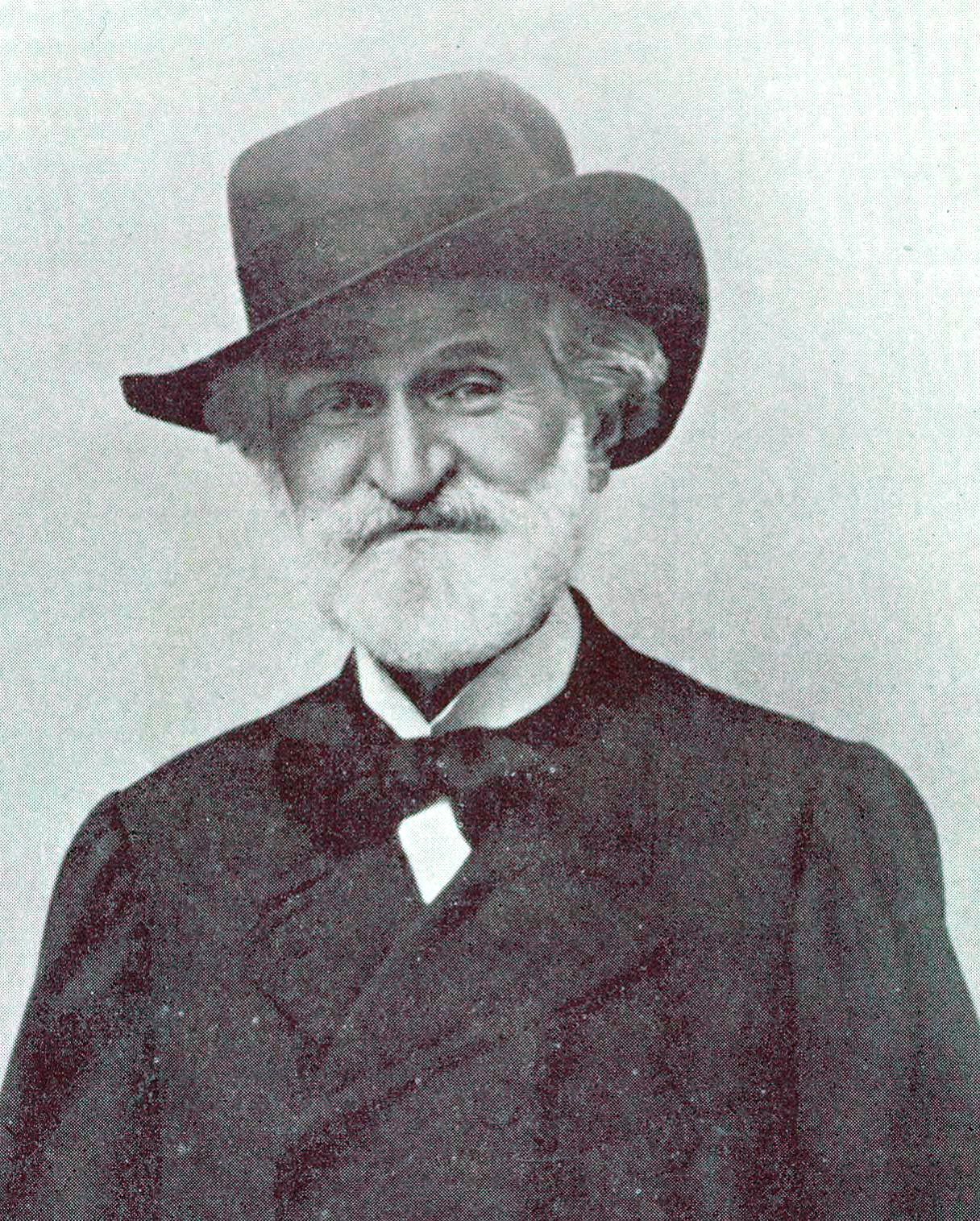
Verdi, 1886-ban (Giovanni Boldini festménye)

Verdi volt az az operazeneszerző, aki az addigi zavaros forrásokból egy egyéni, új világot alkotott. Annak ellenére, hogy 1832-ben sikertelenül felvételizett a milánói konzervatóriumba, később ő lett az olasz opera egyik legnagyobb zeneszerzője. Az első operáját, az Oberto, San Bonifacio grófját 1839-ben írta, a huszonnyolcadaikat és egyben az utolsót, a Falstaffot 1893-ban. Már korai alkotásai eltértek a Rossini utáni korszak bevett formáitól. Műveiben az együttes, a közös munka szerepe nagy szerephez jutott. Az énekeseknek nemcsak jó énekeseknek kellett lenniük, hanem jó színészeknek is.

## Kései romantika és verizmus (1880–1900)
Amikor Wagner zenéje elérte Olaszországot, nagy változásokat hozott magával a zenei életben: a jelenet helyett a felvonás lett a legfontosabb zenei egység, a zenekar szerepe pedig a korábbi időkhöz képest megnőtt. A változás hírnökei Alfredo Catalani La Wally (1892) és a fiatal Puccini Lidércek (1884) művei voltak.
Az első verista darabot Pietro Mascagni írta Parasztbecsület (1890) címmel. E darabbal kezdődött a realista opera, párhuzamosan a francia Émile Zola regényeivel. A Parasztbecsület valójában egy stiláris keverék: a benne megjelenő konfliktus összjáték wagneri súlyú, a harmónia franciás, az ének pedig olaszos. Tárgya pedig: az emberi szenvedély. A Parasztbecsületet Ruggero Leoncavallo kétfelvonásos színpadi műve, a Bajazzók (1892) és a Zazà (1900) követte. Aztán jött Francesco Cilea Az arles-i lány (1897) és Adriana Lecouvreur című operái; Umberto Giordanitól az Andreé Chénier (1896) és a Fedora (1898), majd Pietro Mascagni Iris című alkotása. E művek nagy hatású darabok voltak a maguk idejében, szerzőik azonban csak mellékszereplők a verizmust kiteljesítő Giacomo Puccini mellett.

## Puccini
Puccini új, nagy sikert hozó zenei receptje: egzotikus tájakba helyezett mély emberi érzések. A vadnyugaton játszódik A Nyugat lánya (1910); a képzeletbeli Kínában a Turandot (1926); a viszonylag valósághűen megjelenített Japánban játszódik a Pillangókisasszony (1904); egy párizsi padlásszobában a Bohémélet (1896). Ezekben az operákban – kivételt a Turandot képez – az életükkel fizető nők mind a reménytelen szerelem áldozatai, a férfi főszereplők pedig vagy gazemberek (ha baritonok), vagy szeretők (ha tenorok), de bármilyen is a szerepük az operában, csak a díva halálához vezető úton kaptak jelentőséget. Két operája melynek vége nem tragikus, A nyugat lánya és a Turandot.
Puccini operái egységet alkotó zenedarabok: az áriáknak nincs jól behatárolható kezdetük és végük, hanem folyamatos zenei szövetbe vannak illesztve.

## Berio és a strukturalizmus (1921–1990)
Luciano Berio a 20. század nagy operaszerzője volt: vokális és instrumentális művei egyaránt színpadi művek. Első operája a Passaggio (1963) már az avantgárd jegyeit mutatta: a darabban egy nő megy át a színpadon, és különböző pontokon megáll. Vonulása különböző pontjain azonban kínszenvedések és megszabadulások sorozatát adja elő. A kórus a zenei árokban van elhelyezve, onnan kommentálják a történteket, ugyanakkor a nézőtéren, a nézők közé beültetett csoportok külön reagálnak minden eseményre.
Berio következő operája az Opera (1970) nevet viselő mű, három színháztípust egybefonva a halál témáját járja körül.